# Balneário Piçarras
Balneário Piçarras es un municipio brasileño del estado de Santa Catarina. Tiene una población estimada al 2022 de 27 127 habitantes. Ubicado en la costa del estado, pertenece a la Región Metropolitana de Foz do Rio Itajaí.
Fundada como Piçarras, cambió su nombre a Balneário Piçarras en 2005 tras un plebiscito.
Destacan sus playas y además posee el Museo Oceanográfico Univali, que es el museo de ese tipo más grande de Sudamérica.

## Toponimia
El nombre Piçarras proviene de "piçarro", sedimento arcilloso abundante en el subsuelo del municipio.

## Historia
Antes de la llegada de los portugueses, la región estaba habitada por los indios Carios.
Los primeros colonos, pescadores portugueses, se establecieron en 1758. En sus primeros años, la localidad era una zona comercial de derivados de ballenas y productos del mar. Esta actividad, atrajo más familias a la localidad. 
Formó parte de Itajaí, y se emancipó como municipio el 14 de diciembre de 1963.